# زیردریایی یو-۵۸۶
زیردریایی یو-۵۸۶ (به انگلیسی: German submarine U-586) یک زیردریایی است که طول آن ۶۷٫۱ متر (۲۲۰ فوت ۲ اینچ) می‌باشد. این زیردریایی در سال ۱۹۴۱ ساخته شد.